# عين القطة (رواية)
عين القطة (بالإنجليزية: Cat's Eye)‏ هي رواية للكاتبة الكندية مارغريت آتوود، نشرت عام 1988، عن دار نشر ماكليلاند آند ستيورات.